# Aplocheilus lineatus
Aplocheilus lineatus е вид лъчеперка от семейство Aplocheilidae. Видът е незастрашен от изчезване.

## Разпространение
Разпространен е в Индия.

## Описание
На дължина достигат до 10 cm.
Популацията на вида е намаляваща.